# Золотая клетка (фильм)
«Золотая клетка» (исп. La jaula de oro) — мексиканский кинофильм режиссёра Диего Кемады-Диеса, вышедший на экраны в 2013 году. Фильм был показан на Каннском кинофестивале 2013 года в рамках программы «Особый взгляд». Фильм получил множество наград и номинаций, включая премию «Ариэль» за лучшую картину.

## Сюжет
Устав от бедноты, три подростка из Гватемалы — Хуан, Сара и Самуэль — решают отправиться в США. Они пересекают мексиканскую границу на лодке и там встречают Чаука, индейца из народа цоцили. Хотя он не говорит по-испански, ему удаётся подружиться с Сарой. Когда они добираются до столицы штата  Чьяпас, их задерживает иммиграционные полицейские. Они отбирают ботинки у Чаука и Хуана и депортируют их обратно в Гватемалу.
Самуэль решает остаться дома, и, хотя Хуану не нравится идея путешествовать с Чауком, Сара настаивает, и они снова отправляются на север втроём. Мексиканская армия останавливает поезд, на крыше которого они ехали, и пытается задержать нелегалов. Им удаётся скрыться на сахарной плантации, где им на время дают работу.
Когда они снова едут на поезде по направлению к США, их останавливают наркоторговцы. Они забирают деньги у пассажиров и похищают женщин. Один из наркоторговцев догадывается, что Сара, переодетая в мальчика, на самом деле девушка, и наркоторговцы её забирают. Хуан и Чаук пытаются им помешать, но их бьют, отключая сознание, а когда они приходят в себя, понимают, что уже ничем не могут помочь Саре.
На другом поезде они знакомятся с парнем из Гватемалы, который предлагает помощь пассажирам. Они отправляются с ним, но он приводит их к торговцам людьми. Лидер торговцев отпускает Хуана, поскольку сам прибыл из Гватемалы. Позже Хуан возвращается и предлагает деньги, заработанные на плантации, для освобождения Чаука.
Чаук и Хуан добираются до Мехикали, где контрабандисты помогают им пересечь границу с США за услугу переноса контрабандного груза, но после пересечения границы оставляют их в пустыне, где Чаука убивает охотник за иммигрантами. Хуан добирается до ближайшего города и устраивается работать на мясокомбинат.

## В ролях
- Брэндон Лопес — Хуан
- Родольфо Домингес — Чаук
- Карен Мартинес — Сара
- Карлос Чахон — Самуэль
- Эктор Тауите — Грегорио
- Рикардо Эскерра — Витамина

## Награды и номинации
- 2013 — приз «Особый талант» ансамблю исполнителей фильма в рамках программы «Особый взгляд» и специальное упоминание на Каннском кинофестивале, а также номинация на премию «Золотая камера».
- 2013 — приз «Золотой Хьюго» конкурса режиссёров-дебютантов на Чикагском кинофестивале.
- 2013 — приз за лучший фильм на кинофестивале в Мар-дель-Плата.
- 2013 — 4 приза кинофестиваля в Салониках: «Золотой Александр», лучшая режиссура, приз зрительских симпатий, приз за человеческие ценности.
- 2013 — специальный приз жюри Гаванского кинофестиваля за лучшую первую работу.
- 2013 — приз критиков и почётное упоминание на кинофестивале в Сан-Паулу.
- 2013 — приз за лучший североамериканский независимый фильм на Таллиннском кинофестивале.
- 2013 — приз «Золотой глаз» за лучший международный фильм на Цюрихском кинофестивале.
- 2014 — 10 премий «Ариэль»: лучший фильм, дебютный художественный фильм (Диего Кемада-Диес), оригинальный сценарий (Диего Кемада-Диес, Хибран Портела, Лусия Каррерас), актёр (Брэндон Лопес), актёр второго плана (Родольфо Домингес), операторская работа (Мария Секко), оригинальная музыка (Леонардо Эйблум, Хакобо Либерман), музыкальное сопровождение (Леонардо Эйблум), монтаж (Палома Лопес), звук. Кроме того, лента получила 5 номинаций.
- 2014 — номинация на премию «Гойя» за лучший латиноамериканский фильм.